# Luneau
Luneau település Franciaországban, Allier megyében. Lakosainak száma 269 fő (2022. január 1.). Luneau Avrilly, Le Bouchaud, Chassenard, Neuilly-en-Donjon, Saint-Didier-en-Donjon, Saint-Léger-sur-Vouzance, L’Hôpital-le-Mercier és Vindecy községekkel határos.

## Népesség
A település népességének változása:
| Lakosok száma | 488  | 390  | 335  | 279  | 291  | 299  | 291  | 276  | 273  | 269  |
|               | 1968 | 1982 | 1990 | 2006 | 2013 | 2015 | 2017 | 2019 | 2020 | 2022 |